# Louis Asher

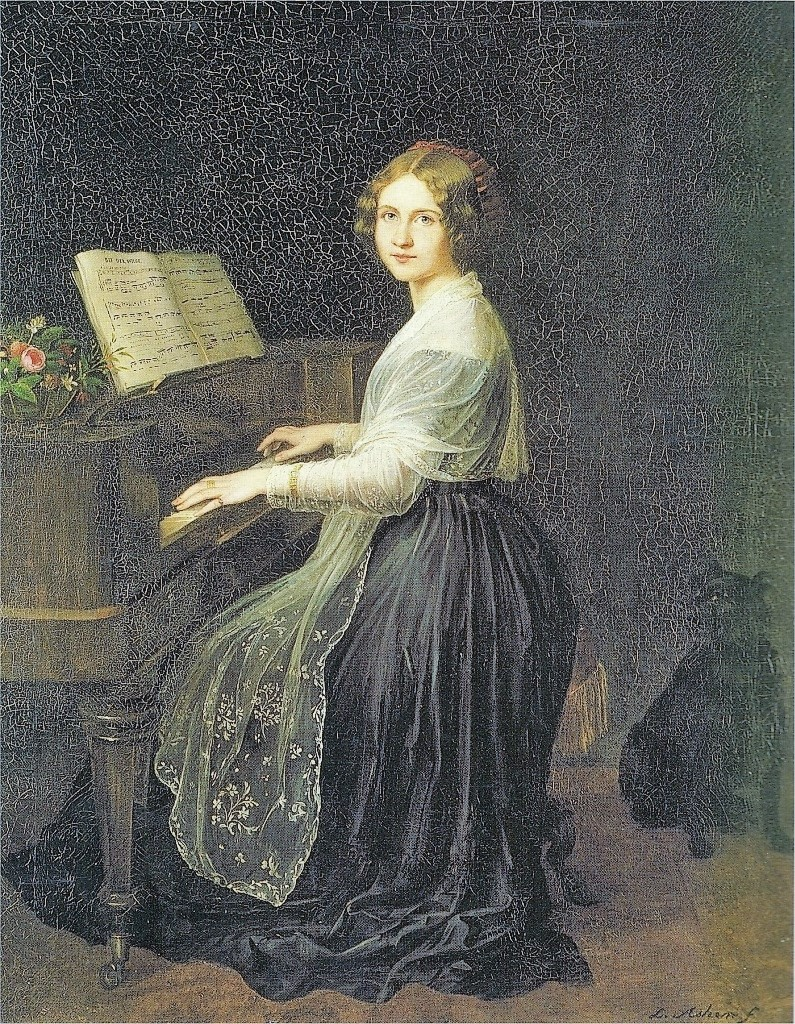
Portrait de Jenny Lind, 1845.

Louis Asher, à l'origine, Julius Ludwig Asher, né en 1804 et mort en 1878, est un artiste allemand.

## Biographie
Asher naît le 26 juin 1804 à Hambourg. Il y étudia auprès de Gerdt Hardorf et Leo Lehmann, et en 1821 se rendit à Dresde, puis à Düsseldorf, où il entra dans l'atelier de Cornelius. Là, il fait la connaissance de Kaulbach, avec qui il a continué une amitié tout au long de sa vie. En 1825, il accompagne Cornelius à Munich, où il l'emploie sur les fresques de la Glyptothèque. Il est associé avec l'école de peinture de Düsseldorf.
En 1827, il est retourné à Hambourg, puis, en 1832, est passé par Berlin en Italie, où il est resté pendant trois ans. De retour en Allemagne, à l'exception d'un second séjour en Italie en 1839 en compagnie de Kaulbach, il vit à Munich et à Hambourg, où il meurt le 7 mars 1878.

## Œuvres
Les œuvres d'Asher, qui consistent en des tableaux historiques, des peintures de genre et des portraits, incluent :
- Famille paysanne (1835).
- La résurrection du Christ (1851).
- Le roi Lear avec le cadavre de Cordélia (1854).
- Sainte-Cécile.
- Maria I'Ortolana.
- Portrait de Mademoiselle Jenny Lind.